# Obština Nova Zagora
Obština Nova Zagora (bulharsky Община Нова Загора) je bulharská jednotka územní samosprávy ve Slivenské oblasti. Leží ve středním Bulharsku v Hornothrácké nížině a na jižním úpatí Staré planiny. Sídlem obštiny je město Nova Zagora, kromě něj zahrnuje obština 32 vesnice. Žije zde přes 36 tisíc stálých obyvatel.

## Sídla
Všechna sídla v obštině jsou samosprávná.
| - Asenovec - Baňa - Bjal Kladenec - Bogdanovo - Brjastovo - Cenino - Ďadovo - Elenovo - Ezero - Kamenovo - Karanovo | - Koňovo - Korten - Kriva Kruša - Ljubenec - Ljubenova Machala - Mlekarevo - Naučene - Nova Zagora (sídlo správy) - Novoselec - Omarčevo - Pet Mogili | - Pitovo - Polsko Pădarevo - Prochorovo - Radecki - Radevo - Săbrano - Sădievo - Sădijsko Pole - Sokol - Stoil Vojvoda - Zagorci |

## Sousední obštiny
| Růžice kompasu | Gurkovo      | Tvărdica            | Sliven | Růžice kompasu |
| Růžice kompasu | Stara Zagora | Sever               |        | Růžice kompasu |
| Růžice kompasu | Stara Zagora | Obština Nova Zagora |        | Růžice kompasu |
| Růžice kompasu | Stara Zagora | Jih                 |        | Růžice kompasu |
| Růžice kompasu | Radnevo      |                     | Tundža | Růžice kompasu |

## Obyvatelstvo
V obštině žije 36 116 stálých obyvatel a včetně přechodně hlášených obyvatel 43 207. Podle sčítáni 1. února 2011 bylo národnostní složení následující:
- Bulhaři: 27 564 (78.7 %)
- Turci: 5 495 (15.7 %)
- Romové: 1 435 (4.1 %)
- ostatní: 517 (1.5 %)